# Apicia terraria
Apicia terraria är en fjärilsart som beskrevs av Mcdunnough 1940. Apicia terraria ingår i släktet Apicia och familjen mätare. Inga underarter finns listade i Catalogue of Life.